# 實驗數據
科學上的實驗數據（英語：experimental data）是指由度量、測試方法、實驗設計或準實驗等提供之數據。在臨床研究中，所產生的任何數據都是臨床試驗的結果。實驗數據可能是定性或定量的，適用於不同的調查。
一般而言，定性性質被認為是更具描述性的，並且與具有產生數字的連續測量尺度相比可以是主觀的。儘管定量數據的收集方式通常是可再現的，但定性信息通常與現象的含義更密切相關，因此需要個別觀察者的客觀規律。
實驗數據可以由各種不同的研究者再現，並且可以對這些數據進行數學分析。